# Oxyartes
Oxyartes (4. Jh. v. Chr.) war ein baktrischer Herrscher zur Zeit Alexanders des Großen, dem er seine Tochter Roxane zur Frau gab.
Oxyartes wird zunächst als einer der Gefolgsleute des Bessos erwähnt, dem Mörder des persischen Königs Dareios III. und Widersacher Alexanders, vor dem er sich nach Baktrien zurückziehen musste. Auch nach Bessos’ Tod leistete Oxyartes weiterhin militärischen Widerstand. Um seine Frau und seine Kinder vor dem vorrückenden Alexander in Sicherheit zu bringen, ließ Oxyartes sie auf den Sogdischen Felsen bringen, der als uneinnehmbar galt. Dennoch gelang Alexanders Männern die Einnahme der Felsenfestung, woraufhin u. a. Roxane dem Makedonenkönig in die Hände fiel. Nun unterwarf sich Oxyartes Alexander und bot diesem seine Tochter Roxane zur Heirat an. Oxyartes begleitete Alexander auf dessen Feldzug nach Indien und wurde 326 v. Chr. zum Satrapen des Paropamisaden-Gebiets zwischen Hindukusch und Indus ernannt. Dieses Amt behielt er auch nach Alexanders Tod und wurde darin in der Reichsordnung von Babylon 323 v. Chr. und auf der Konferenz von Triparadeisos 320 v. Chr. bestätigt. In den Diadochenkriegen unterstützte er zunächst Eumenes, ging nach dessen Tod aber zu Antigonos Monophthalmos über.
Offensichtlich starb Oxyartes vor dem Indien-Feldzug des Seleukos I., da er im Zusammenhang mit der Abtretung der Provinz Paropamisos an den indischen Herrscher Tschandragupta nicht erwähnt wird.